# Ніно Черруті
Ніно Черруті (Nino Cerruti) (народився 25 вересня 1930 в Б'єлла, помер 15 січня 2022 у Верчеллі — італійський стиліст, модельєр і бізнесмен; засновник дому моди Cerruti.
Він успадкував від свого діда текстильну фабрику в п'ємонтському містечку Б'єлла. Він відкрив свій перший бутик у 1967 на Rue Royale в Парижі.
Італійський модельєр Джорджіо Армані навчався у Ніно Черруті.

## Інтернет-ресурси
- Oficjalna strona internetowa domu mody Cerruti
- Nino Cerruti w serwisie Fashion Model Directory
- Lanificio Cerruti
- Website des Modelabels Cerruti